# ヒグチユウコ
ヒグチ ユウコは、日本の画家。

## 経歴
動植物や少女を細密に描く画風で、とくに猫をモチーフとすることが多い。
顔出しをせず、プロフィールもほとんど公表していない。
2014年には『ふたりのねこ』で絵本作家としてデビュー。ホルベイン、資生堂、GUCCI、LAWSON、モスバーガー、UNIQLO、ディズニー、ワーナー・ブラザース、ラデュレなど企業・ブランドとのコラボレーションも多い。
2018年にギャラリーボリス雑貨店（東京都渋谷区神宮前4-16-2）を立ち上げた。自身の作品のみでなく、招待作家の展示も充実させている。
書籍の装画も多く手がける。
猫を多く描くようになったきっかけは生後3か月で引き取った愛猫・ボリスで、この猫をモデルにして描くことも多いという。
映画関連の仕事も多く見られ、アリ・アスター監督の大ファンであると公言している。
2019年1月、世田谷文学館・ヒグチユウコ展circus開催。
その後神戸、広島、静岡、高知、愛知、福岡、長野、岡山を巡回。2022年に東京にて再度開催。
2019年5月、ボリス文庫を名久井直子と立ち上げ。
2021年から2023年、筑摩書房のPRちくまの表紙を担当。
月刊MOEにて映画のポスターを描いてデザインするという企画で、「大島依提亜とヒグチユウコの映画の話」連載中。
2023年2月、森アーツセンターギャラリーにて約1500点が出品される大規模展覧会「ヒグチユウコ展 CIRCUS FINAL END」が開催。
2023年12月から2024年4月まで、「奇幻動物森林 樋口裕子展」が台湾の中正紀念堂にて開催。

## 著書
- ヒグチユウコ作品集（グラフィック社、2013年12月）
- ふたりのねこ（祥伝社、2014年3月 / 新装版2014年12月）
- MUSEUM ヒグチユウコ塗り絵本（グラフィック社、2015年3月）
- せかいいちのねこ（白泉社、2015年11月）
- 100Postcard Book(グラフィック社)
- すきになったら（ブロンズ新社、2016年9月）
- ボリス絵日記（祥伝社、2016年9月）
- ギュスターヴくん（白泉社、2016年9月）
- BABEL Higuchi Yuko Artworks（グラフィック社、2017年5月）
- いらないねこ（白泉社、2017年9月）
- カカオカー・レーシング Imai Masayo Artworks（今井 昌代〈著〉・ヒグチユウコ〈イラスト〉）（グラフィック社、2017年10月）
- ほんやのねこ（白泉社、2018年11月）
- ヒグチユウコ画集 CIRCUS（グラフィック社、2019年1月）
- ラブレター （白泉社、2019年11月）
- ながいながい ねこのおかあさん（キューライス〈著〉・ヒグチユウコ〈イラスト〉）（白泉社、2020年11月）
- ファッションマジック（白泉社、2021年8月）
- 絵草紙 波風露草玉手箱（日和聡子〈著〉・ヒグチユウコ〈イラスト〉）（講談社、2021年9月）
- かえるのほん（ボリス文庫、2019年7月）
- FEAR（ボリス文庫、2021年2月）増刷ごとに改訂。
- HIGUCHI YUKO COLLECTION OF WORKS 2023（SPECIAL EDITION）（ボリス文庫、2023年2月）
- ちいさな画集 1・2（ボリス文庫、2023年4月）
- 映画とポスターのお話（大島依提亜との共著、白泉社、2024年7月、ISBN 978-4-5927-3320-1）

## その他
- 3月のライオン（第5話エンドカード）
- ひとつめ様が通る（『諸星大二郎 デビュー50周年記念 トリビュート』収録[11]、2021年）
- MEN 同じ顔の男たち (オルタナティブポスター)